# Николаевская церковь (Рыботин)
Николаевская церковь — православный храм и памятник архитектуры местного значения в Рыботине.

## История
Решением исполкома Черниговского областного совета народных депутатов от 26.06.1989 № 130 присвоен статус памятник архитектуры местного значения с охранным № 59-Чг под названием Николаевская церковь. Установлена информационная доска.

## Описание
Николаевская церковь — пример культовой архитектуры периода эклектизма. Построена в 1904 году.
Каменная, одноглавая, пятидольная (пятисрубная — 5 объёмов), крестообразная в плане церковь, удлинённая по оси запад—восток, с 3-гранными прирубами между ветвями основных объёмов. С севера и запада примыкают рамены — прямоугольные приделы — увенчаны треугольными фронтонами. С востока к основному подкупольному объёму примыкает 5-гранная апсида, перекрытая скатной крышей. Храм венчает купол на круглом световом барабане. С запада удлинённый прямоугольный бабинец (притвор). Главный западный вход акцентирован 4-колонным портиком с треугольным фронтоном, ещё есть два входа в двух западных прирубах, что между ветвями. Оконные проемы прямоугольные, барабана — арочные. Над окнами декор в виде треугольных фронтонов.
В интерьере сохранилась масляная монументальная роспись, пятиярусный иконостас.